# Lawrence Gonzi

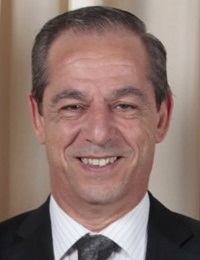
Lawrence Gonzi (2009)

Lawrence Gonzi (Valletta, 1 juli 1953) was van 2004 tot 2013 premier van Malta. 
Lawrence Gonzi studeerde rechten en was van 1975 tot 1988 advocaat. Van 1989 tot 1997 was hij voorzitter van de werkgeversorganisatie Mizzi Organisation, daarnaast was hij actief binnen de Katholieke Beweging van Malta. 
Van 1988 tot 1996 was Gonzi lid van de Nationale Vergadering (parlement) voor de christendemocratische Partit Nazzjonalista (Nationalistische Partij). Hij diende als schaduwminister van Sociale Zaken en secretaris van de parlementaire groep van de PN. In 1997 werd hij secretaris-generaal van de PN. In september 1998 werd hij minister van Sociale Zaken en in 1999 vicepremier en vicevoorzitter van de PN.
Op 31 december 2003 werd hij tot Europeaan van het jaar gekozen.
Nadat Eddie Fenech Adami (PN) in februari 2004 als premier zijn ontslag indiende in februari 2004, volgde Gonzi hem op 23 maart als minister-president op (Adami werd president).
Als premier kampte Gonzi met een kwakkelende economie, hetgeen voor de nodige onrust zorgt, ook binnen de eigen Partit Nazzjonalista. Gonzi volgt de Europese lijn van zijn voorganger, Fenech Adami. Op 1 mei 2004 trad Malta toe tot de Europese Unie (EU).
Op 11 maart 2013 werd Gonzi als premier opgevolgd door Joseph Muscat.